# Josip Pavić
Josip Pavić (Split, 15 de janeiro de 1982) é um jogador de polo aquático croata, campeão olímpico.

## Carreira

### Jogos Olímpicos
Pavić fez parte do elenco campeão olímpico pela Croácia em Londres 2012. Quatro anos depois integrou a equipe medalha de prata nos Jogos do Rio de Janeiro.